# 渡辺ペコ
渡辺 ペコ（わたなべ ペコ、1977年 - ）は、日本の漫画家。女性。北海道出身。
2004年、『透明少女』でヤングユー新人まんが大賞ゴールド大賞を受賞し、『ヤングユーカラーズ』（集英社）に掲載されデビュー。以後、『ヤングユー』や『コーラス』（いずれも集英社）、『Eleganceイブ』（秋田書店）、『マンガ・エロティクス・エフ』（太田出版）、『月刊モーニングtwo』（講談社）、『FEEL YOUNG』（祥伝社）などで活動。

## 受賞歴
- 2004年、ヤングユー新人漫画大賞ゴールド賞受賞。

## 作品リスト
- 蛇にピアス（2004年、『ヤングユー』、集英社、原作：金原ひとみ） - 原作者金原ひとみとの対談を併録。
- 東京膜（2005年、『ヤングユー』、集英社）
- 変身ものがたり（2006年 - 2008年、『Eleganceイブ』、秋田書店） - 川上弘美との対談を併録。
- ラウンダバウト（2007年 - 2008年、『コーラス』、集英社、全3巻）
- キナコタイフーン（2007年 - 2012年、『マンガ・エロティクス・エフ』、太田出版、既刊1巻）
- にこたま（2009年 - 2012年、『月刊モーニングtwo』、講談社、全5巻）
- ペコセトラ（2010年、祥伝社、新装版：2014年、幻冬舎） - 短編集
- ボーダー（2011年 - 2014年、『ジャンプ改』、集英社、全2巻）
- 昨夜のカレー、明日のパン（2014年 - 2015年、『comicスピカ→月刊バーズ』、幻冬舎コミックス、原作：木皿泉）
- おふろどうぞ （2016年、太田出版）、ISBN 978-4-7783-2272-4

お風呂にまつわる短編集、全7編。『不倫未満温泉未満』、『泡姫』、『効力絶大温泉紀行』、『姉妹風呂』、『連れ込み風呂（前編、後編）』、『サボリ風呂』
- 1122（2017年 - 2020年、『月刊モーニングtwo』、講談社、全7巻）
  - 1122 五代夫婦の場合（2025年 - 、『モーニング・ツー』2025年5月15日[1] - 、講談社） - 『1122』のスピンオフ[1]。
- 恋じゃねえから（2021年[2] - 2024年[3]、『月刊モーニングtwo』、講談社、全6巻）